# Hemicordulia similis
Hemicordulia similis är en trollsländeart. Hemicordulia similis ingår i släktet Hemicordulia och familjen skimmertrollsländor. IUCN kategoriserar arten globalt som livskraftig.

## Underarter
Arten delas in i följande underarter:
- H. s. delicata
- H. s. similis